# بیگیل
بیگیل (به انگلیسی: Bigil) یک فیلم ورزشی و درام محصول سال ۲۰۱۹ سینمای تامیل به کارگردانی اتلی کومار است. در این فیلم بازیگرانی همچون ویجای، نایانتارا، جکی شروف، کاتیر، ویوک، آرجان باجوا و دوادارشینی ایفای نقش کرده‌اند.
فیلمبرداری اصلی در ژانویه ۲۰۱۹ آغاز شد. این فیلم عمدتاً در چنای فیلمبرداری شده است.
این فیلم در ۲۵ اکتبر ۲۰۱۹، مصادف با مناسبت دیوالی منتشر شد، جایی که نقدهای متفاوت تا نسبتاً مثبتی از منتقدان دریافت کرد. این فیلم به عنوان پرفروش‌ترین فیلم تامیل در سال ۲۰۱۹ و دومین فیلم پرفروش‌ترین فیلم هند جنوبی در سال ۲۰۱۹ پس از ساهو ظاهر شد و پس از اکران حدود ۳۰۰ کرور روپیه به دست آورد، همچنین به یکی از پرفروش‌ترین فیلم‌های سینمای تامیل تبدیل شد.